# Alt Love Building
Alt Love Building este un film românesc din 2015 regizat de Iulia Rugină. Rolurile principale au fost interpretate de actorii Dragoș Bucur, Dorian Boguță și Alexandru Papadopol.

## Distribuție
- Alexandru Ciucu
- Iline Pană
- Valeria Cherciu
- Adina Cîrstea
- Victor Capruciu
- Nora Cupcencu
- Bianca Braicu
- Dorian Boguță
- Dragoș Bucur
- Ben Cross
- Alexandru Papadopol
- Dana Sava
- Eugen Matei Lumezianu
- Elisa Călin
- Georgiana Stanciu
- Adina Ștețcu
- Dragoș Sora
- Claudia Ciurcă
- Emil Ciuchi
- Ruxandra Șerban
- Ion Rusu
- Iulia Țoneș
- Dragoș Niamțu
- Mirela Ionașcu
- Dominic Luca
- Roxana Șerban
- Aurelian Chioveanu

## Primire
Filmul a fost vizionat de 6.327 de spectatori în cinematografele din România, după cum atestă o situație a numărului de spectatori înregistrat de filmele românești de la data premierei și până la data de 31 decembrie 2014 alcătuită de Centrul Național al Cinematografiei.